# Cupa României 1961-1962
Ediția 1961-1962 a fost a 24-a ediție a Cupei României la fotbal. A fost câștigată de Steaua București în finala unui meci cu Rapid București. Câștigătoarea ediției anterioare, Arieșul Turda, a fost eliminată în șaisprezecimi.

## Desfășurare
Toate meciurile, exceptând finala (care a avut loc în București) s-au jucat pe teren neutru. În șaisprezecimi au participat 32 de echipe, din care făceau parte și cele din Divizia A. Dacă după 90 de minute scorul era egal se jucau două reprize de prelungiri a câte 15 minute. Dacă după prelungiri scorul era tot egal, meciul se rejuca.

## Șaisprezecimi
| Data        | Echipă gazdă      |   | Echipă oaspete      | Rezultat         |
| ----------- | ----------------- | - | ------------------- | ---------------- |
| 6 mai 1962  | Vagonul Arad      | – | Jiul Petroșani      | 0:2 (0:0)        |
|             | F.C. Baia Mare    | – | Știința Cluj        | 4:2 (1:2)        |
|             | Olimpia București | – | Metalul Târgoviște  | 1:2 (0:1)        |
|             | Farul             | – | Dinamo Pitești      | 1:0 (1:0)        |
|             | Siderurgistul     | – | Progresul București | 1:4 (0:0)        |
|             | Chimia R Vâlcea   | – | Minerul Lupeni      | 2:1 (1:1)        |
|             | Corvinul          | – | Poli Timișoara      | r 1:3 (1:1, 1:1) |
|             | Politehnica Iași  | – | Dinamo Bacău        | r 1:2 (1:0, 1:1) |
|             | Crișul Oradea     | – | Steagul Roșu Brașov | 1:2 (1:2)        |
|             | FC Dacia Pitești  | – | Prahova Ploiești    | 0:1 (0:1)        |
|             | CSM Reșița        | – | UTA Arad            | 1:2 (0:1)        |
|             | CSM Roman         | – | Focșani             | 1:0 (0:0)        |
|             | CFR Roșiori       | – | Petrolul Ploiești   | 1:3 (0:3)        |
|             | Rapid Târgu Mureș | – | Dinamo București    | 0:1 (0:0)        |
| 20 mai 1962 | CSM Mediaș        | – | Rapid București     | 0:3 (0:0)        |
|             | Arieșul Turda     | – | Steaua București    | 0:2 (0:1)        |

## Optimi
| Data        | Oraș      | Echipă gazdă        |   | Echipă oaspete   | Rezultat         |
| ----------- | --------- | ------------------- | - | ---------------- | ---------------- |
| 20 mai 1962 | Brașov    | Dinamo Bacău        | – | UTA Arad         | 4:1 (2:1)        |
|             | București | Metalul Târgoviște  | – | Farul            | 4:3 (0:2)        |
|             | București | Petrolul Ploiești   | – | Dinamo București | r 2:1 (0:0, 1:1) |
|             | Câmpina   | Steagul Roșu Brașov | – | Prahova Ploiești | 2:0 (1:0)        |
|             | Cluj      | Jiul Petroșani      | – | F.C. Baia Mare   | 3:1 (1:1)        |
|             | Sibiu     | Progresul București | – | Poli Timișoara   | 1:0 (0:0)        |
| 24 mai 1962 | Galați    | Rapid București     | – | CSM Roman        | 10:0 (0:0)       |
|             | Sibiu     | Steaua București    | – | Chimia R Vâlcea  | 3:1 (2:1)        |

## Sferturi
| Data          | Oraș      | Echipă gazdă        |   | Echipă oaspete     | Rezultat         |
| ------------- | --------- | ------------------- | - | ------------------ | ---------------- |
| 17 iunie 1962 | Brașov    | Rapid București     | – | Metalul Târgoviște | 3:0 (2:0)        |
|               | București | Progresul București | – | Petrolul Ploiești  | 3:2 (2:1)        |
|               | Cluj      | Steagul Roșu Brașov | – | Jiul Petroșani     | r 4:4 (3:3, 3:3) |
|               | Galați    | Steaua București    | – | Dinamo Bacău       | 3:1 (3:0)        |
| 18 iunie 1962 | Cluj      | Steagul Roșu Brașov | – | Jiul Petroșani     | 4:1 (2:0)        |

## Semifinale
| Data          | Oraș      | Echipă gazdă     |   | Echipă oaspete      | Rezultat  |
| ------------- | --------- | ---------------- | - | ------------------- | --------- |
| 27 iunie 1962 | București | Rapid București  | – | Progresul București | 4:0 (1:0) |
|               | Ploiești  | Steaua București | – | Steagul Roșu Brașov | 7:1 (2:0) |

## Finala
| 8 iulie 1962 | Steaua București                                      | 5 – 1 | Rapid București | Stadionul 23 August, București Spectatori: 70.000 Arbitru: Alexandru Tóth (Oradea) |
| 8 iulie 1962 | 11' Mateianu 40' Voinea 47' (64) Constantin 85' Raksi |       | Ozon 15'        | Stadionul 23 August, București Spectatori: 70.000 Arbitru: Alexandru Tóth (Oradea) |

| STEAUA BUCUREȘTI:  |                     |
|                    |                     |
| P                  | Ion Voinescu        |
| F                  | Vasile Zavoda       |
| F                  | Dragoș Cojocaru     |
| F                  | Gheorghe Staicu     |
| M                  | Emeric Jenei        |
| M                  | Ion Crișan          |
| A                  | Gabriel Raksi       |
| A                  | Gheorghe Constantin |
| A                  | Florea Voinea       |
| A                  | Viorel Mateianu     |
| A                  | Nicolae Tătaru      |
| Antrenor:          |                     |
| Gheorghe Popescu I |                     |

| RAPID BUCUREȘTI: |                       |  |     |
|                  |                       |  |     |
| P                | Gheorghe Dungu 46'    |  |     |
| F                | Ilie Greavu           |  |     |
| F                | Ion Motroc            |  |     |
| F                | Dumitru Macri         |  |     |
| M                | Nicolae Neacșu        |  |     |
| M                | Vasile Gherghina      |  |     |
| M                | Constantin Năsturescu |  |     |
| A                | Titus Ozon            |  |     |
| A                | Ion Ionescu           |  |     |
| A                | Nicolae Georgescu 46' |  |     |
| A                | Teofil Codreanu       |  |     |
| Schimbări:       |                       |  |     |
| P                | Augustin Todor        |  | 46' |
| A                | Andor Balint          |  | 46' |
| Antrenor:        |                       |  |     |
| Ion Mihăilescu   |                       |  |     |